# 7102 Neilbone
7102 Neilbone (tên chỉ định: 1936 NB) là một tiểu hành tinh vành đai chính. Nó được phát hiện bởi Cyril V. Jackson ở Đài thiên văn Union ở Johannesburg, South Africa, ngày 12 tháng 7 năm 1936. Nó được đặt theo tên Neil Bone, nhà vũ trụ học người Anh.